# Каскасу
Каскасу́ (каз. Қасқасу) — село у складі Толебійського району Туркестанської області Казахстану. Входить до складу Каскасуйського сільського округу.
До 2001 року село називалось Друга П'ятилітка.
Населення — 2094 особи (2021; 2113 у 2009, 1956 у 1999, 1528 у 1989).